# Carex trongii
Carex trongii là một loài thực vật có hoa trong họ Cói. Loài này được K.K.Nguyen mô tả khoa học đầu tiên năm 1979.